# پالینا (بازیکن فوتبال، زاده ۱۹۶۷)
پالینا (یورگی فریرا دا سیلوا) (به پرتغالی: Jorge Ferreira da Silva) هافبک، مهاجم اهل برزیل است که در شهر Carangola و در تاریخ ۱۴ دسامبر ۱۹۶۷ به دنیا آمده‌است.
پالینا (یورگی فریرا دا سیلوا) در تیم‌های فوتبال América، سائوپائولو، کروزیرو، رئال مایورکا، فلامینگو، Grêmio، Botafogo، América، Sporting Cristal، Gama، الیانزا لیما، Marília، América، Khaimah Sports - امارات متحده عربی، Uberaba، Bandeirante، Ipatinga، Chapecoense، Farroupilha، Guarulhos سابقهٔ حضور دارد.